# Kápolnokmonostor
Kápolnokmonostor (románul: Copalnic-Mănăștur) település Romániában, Máramaros megyében.

## Fekvése
Máramaros megyében, Kővártól keletre, a Lápos folyó mellett fekvő település.

## Nevének eredete
A település nevének első tagját a szláv topolnik szóból származtatják, mely meleg patakot jelent. E patak a Kapnik patak. A hagyomány szerint a Kapnik patak vize melletti malom közelében egy kis kápolna (Monestria) állt, mely egy szerzetes tulajdona volt. A Kapnik vizét akkor Kapalnoknak nevezték, így lett a két névből a település mai neve: Kápolnokmonostor.

## Története
Nevét a oklevelek 1405-ben említik először, mikor Zsigmond király Kővárt Balk és Drág fiainak adományozta, ekkor nevét Alsó-Kapolnaknak írták, s Kővárhoz tartozott. Nevét az idők során többféle formában írták: 1405-ben Alsó-Kapolnak, 1424-ben Monosthoros Kapolnok, 1527-ben Monostoros capal, 1543-ban Monostoros-Kapalnak, 1591-ben Monostor, 1609-ben Monostor Kapalnak néven írták.
Egy 1424. évi oklevél szerint Kápolnakmonostor Drág fiainak, Györgynek és Sandrinnak jutott, monostora is 1405 és 1424 közötti időben épülhetett, mert ez idő után monostorosnak nevezték. 1501-ben Bélteki Drágfi Bertalan és Papp György volt a település birtokosa. 1505-ben egy oklevél említi egy idevaló nemes, monostor-kápolnoki Papp Demeter fia, Papp György nevét. 1543-ban Drágffy Gáspár birtoka, 1545–1552-ben viszont már csak özvegyét említették.
1553–1554-ben Drágffy György volt birtokosa. 1556-ban Izabella királyné az örökös nélkül elhalt Drágffy György birtokát a Báthori-család tagjainak: bátori (ecsedi) Báthori Györgynek (†1570), feleségének, somlyói Báthory Annának és fiuknak, ecsedi Báthory Istvánnak (†1605) adományozta. 1565-ben Báthory György Miksa császár elleni lázadása, s a lázadás leverése után fejváltságul Kővárt és  vele együtt a Kővár részét képező Kápolnokmonostort is átengedte a császárnak. 1567-ben II. János király visszafoglalta Kővárt Miksa császártól, s a várat és összes tartozékait köztük Kápolnokmonostort is Beregszói Hagymási Kristófnak adományozta.
1583-ban Báthory Zsigmond a falut a kapniki ezüstbányászat céljából 2-évre, később 1585-től 12 évre báró Herbeinstein Feliciánnak adta haszonbérbe, majd Herbeinstein Felicián halála után a haszonbért Herbeinstein örököseivel is meghosszabbította további 6 évre. 1602-ben Báthory Zsigmond a települést Cserényi Farkasnak adta. 1609-ben Báthory Gábor a Kápolnokmonostorra való Papp Tamásnak és testvéreinek nemességet és birtokrészt adott. 1650-ben már tisztán kincstári birtok volt és Kővárhoz tartozott. Az 1700-as években Kővárvidéke gyakran tartotta itt közgyűléseit. 1702-ben legnagyobb birtokosa Bánffy Péter özvegye, Teleki Mária volt.
Egy 1711-ből fennmaradt oklevél a falu gazdálkodásáról sorol fel érdekes adatokat e szerint ekkor a község kertjeiben főként alma, körte, dió, cseresznye, barack, szilva, és kevés szőlő is termett. Terményei közül a falu határában török-búza, zab, őszi búza, tavaszi búza, lóhere, kender, bab (paszuly) és burgonya termett. A falu lakosságának állatállománya főként erdélyi fajta szarvasmarha, sertés, juh és kevés számú bivalyból állt.
1794-ben Teleki Mária örököseié lett. 1809-ben Teleki Domokos és a Pap család voltak birtokosai. 1848 őszén itt fogta el Kővárvidék pénztárnokát Pap Lászlót a felbujtott oláhság, hogy a pénzzel együtt Urbán-hoz vigye, de a császári tisztek által vezetett katonaság Baczánál a pénztárnokot elfogta a kísérők egy részével együtt. 1857-ben a település járási székhely is volt. 1865től országos hetivásárokat tartottak a településen. Egyik évből való adat felsorolja a település iparosait: cipészek, kovács, kerékgyártó, tímár, asztalos, szíjgyártó és fazekas dolgozott ekkor a településen. 1898-ban a Pap, Bobb Hngea József, Mihálka László voltak urai.

## Nevezetességei
- Két görögkatolikus temploma közül az egyik  1871-ben épült, és 1872-ben szentelték fel a Szent Arkangyalok tiszteletére, a másik templom valamikor az 1500-as évek előtt épülhetett. Anyakönyvet 1787 óta vezetnek.